# Heek (Duitsland)
Heek is een plaats en gemeente in de Duitse deelstaat Noordrijn-Westfalen, gelegen in Kreis Borken. De gemeente telt 8.651 inwoners (31 december 2020) op een oppervlakte van 69,33 km². 

## Gemeente- indeling

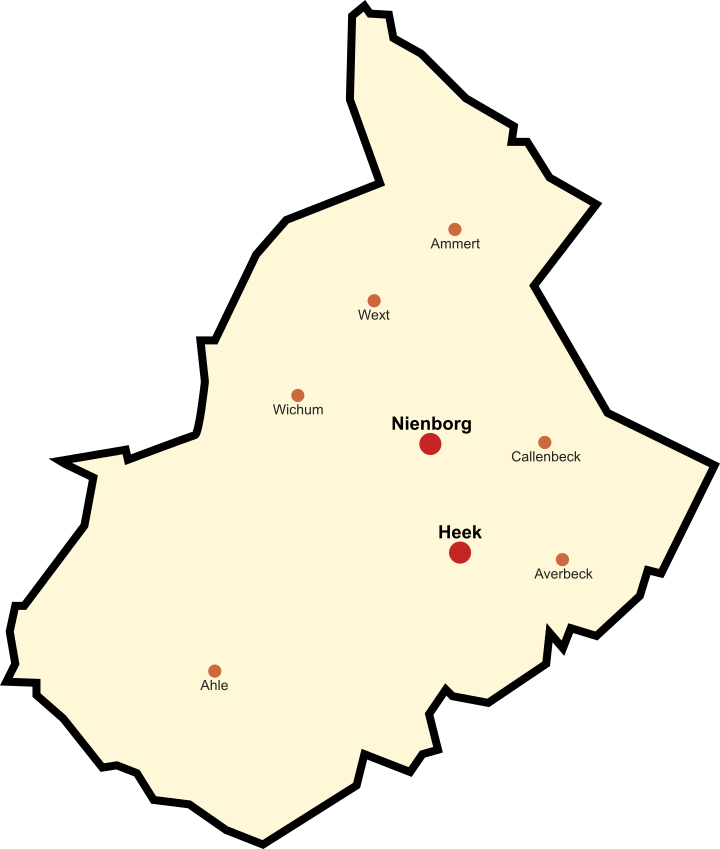
Dorpen (rood) en gehuchten (oranje) in de gemeente Heek

Heek bestaat uit de Ortsteile Heek (circa 5.500 inwoners) en  het direct  ten noorden daarvan gelegen Nienborg (circa 3.000 inwoners). De beide plaatsen worden door het riviertje de Dinkel van elkaar gescheiden.
Onder het dorp Heek zelf ressorteren de gehuchten Ahle en Averbeck. 
Nienborg heeft een eigen deelgemeentewapen. Onder Nienborg ressorteren de gehuchten Wext, Wichum, Callenbeck en Ammert.

Wapen van Nienborg

## Aangrenzende gemeenten
Naburige steden zijn onder andere Ahaus en Gescher.
| Aangrenzende gemeenten | Aangrenzende gemeenten | Aangrenzende gemeenten | Aangrenzende gemeenten | Aangrenzende gemeenten |
| ---------------------- | ---------------------- | ---------------------- | ---------------------- | ---------------------- |
| Gronau                 |                        |                        |                        | Metelen                |
|                        |                        |                        |                        |                        |
| Ahaus                  |                        |                        |                        |                        |
|                        |                        |                        |                        |                        |
|                        |                        | Legden                 |                        | Schöppingen            |

## Ligging, infrastructuur
De plaats ligt 12 kilometer ten zuiden en zuidoosten van Gronau (Noordrijn-Westfalen) en dus op minder dan 20 km van de stad Enschede in Nederland.
Bij Heek bevindt zich afrit 31 van de Autobahn A31.
Heek ligt niet nabij een spoorlijn. Openbaar-vervoerreizigers kunnen het dorp per lijnbus bereiken, uitsluitend vanaf treinstation Münster Hauptbahnhof.

## Economie
Aan de A31 ten westen van Heek is het hoofdkantoor, alsmede een productielocatie, gevestigd van 2G Energy AG. Deze onderneming, met in 2015 649 medewerkers, produceert kleine elektrische centrales met aardgas en waterstof als brandstof volgens het principe van (meest decentrale) warmte-krachtkoppeling, overwegend voor de Duitse binnenlandse markt.

## Geschiedenis
In het gehucht Wext zijn in de jaren tachtig van de 20e eeuw door archeologen sporen van een neolithische kringgreppel ontdekt.
In het algemeen deelden Heek en Nienborg de historische lotgevallen van het Prinsbisdom Münster. Een direct verband tussen de Twentse familie van textielfabrikanten Van Heek en de plaats Heek is uit de beschikbare documentatie niet aantoonbaar, hoewel, gezien de ligging van Heek nabij textielsteden als Enschede en Gronau, de familienaam logischerwijze wel identiek zou kunnen zijn aan de plaatsnaam.
In 1198 liet Herman II van Katzenelnbogen, de eerste prins-bisschop van Münster,  het kasteel van Nienborg bouwen, als versterking aan de handelsroute Münster - Deventer. Tijdens de Tachtigjarige Oorlog, in 1593, werd het, intussen strategisch minder belangrijk geworden kasteel, verwoest. Het kasteelcomplex was oorspronkelijk zeer uitgestrekt, en versterkt met hoge, dikke muren. Het bestond in de middeleeuwen uit een boven- en een benedenkasteel (Ober- und Unterburg). Het was groot genoeg, dat andere vazallen (Burgmannen) van de bisschop van Münster, die er namens deze landheer over de streek regeerden, er eigen huizen (Burgmannshöfe) konden bouwen. Dit gebeurde vooral, toen het eigenlijke kasteel vervallen was geraakt en uiteindelijk was afgebroken. Van deze Burgmannshöfe bestaan er nog drie. Verder is een 14e-eeuws poortgebouw bewaard gebleven. 
In 1969 fuseerden de gemeentes Wigbold Nienborg en Heek tot de huidige gemeente Heek.

## Bezienswaardigheden
- Ook van binnen bezienswaardig is de omstreeks 1200 gebouwde rooms-katholieke St. Ludgeruskerk te Heek.
- Het gebouwencomplex van het vroegere kasteel Haus Nienborg is schilderachtig gelegen aan het riviertje de Dinkel. Het zgn. Lange Haus is als conservatorium in gebruik. In het, door het Duits-Nederlandse adellijke geslacht Von Bönninghausen bewoonde, Hohe Haus, was t/m 2019 een kleine horecagelegenheid gevestigd.
- Het voormalige kasteel Horst of Keppelhorst bij Heek (bouwjaar 1580) is privé bewoond en dus niet voor bezichtiging opengesteld.
- De gemeente ligt aan enige lange-afstands-fietsroutes, o.a. aan de toeristische fietsroute 100-Schlösser-Route.

## Afbeeldingen

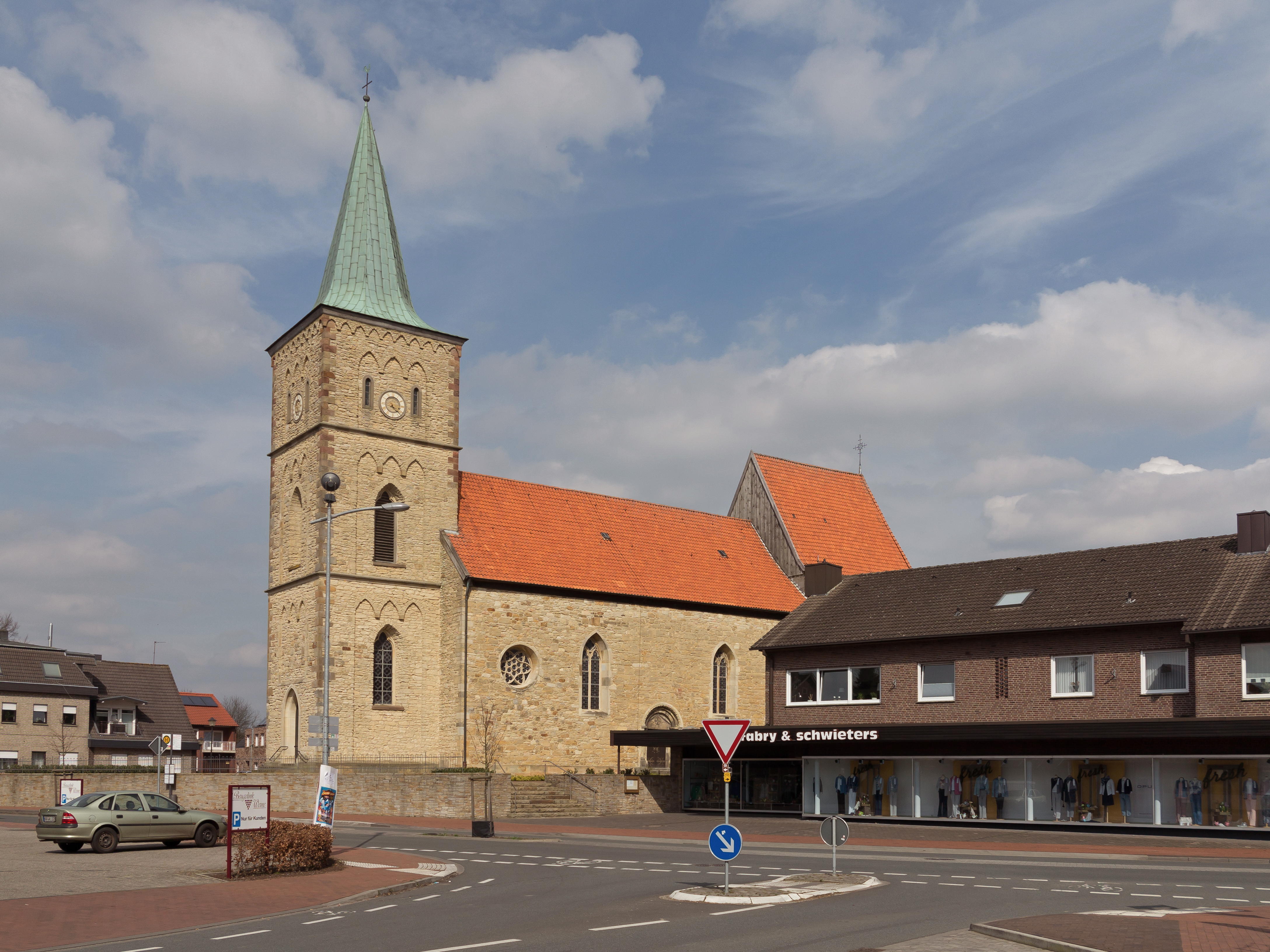
St. Ludgeruskerk
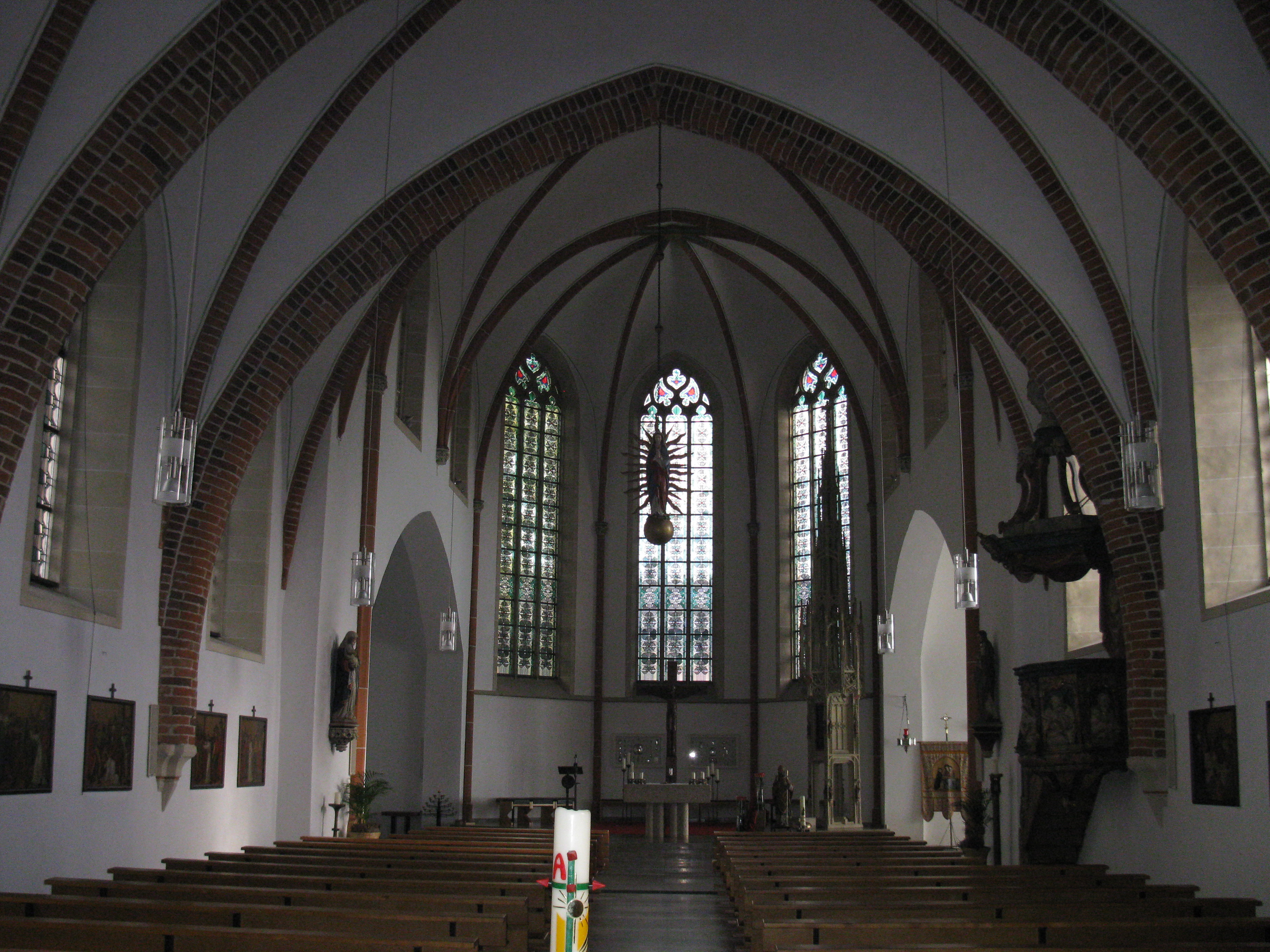
Interieur van deze kerk
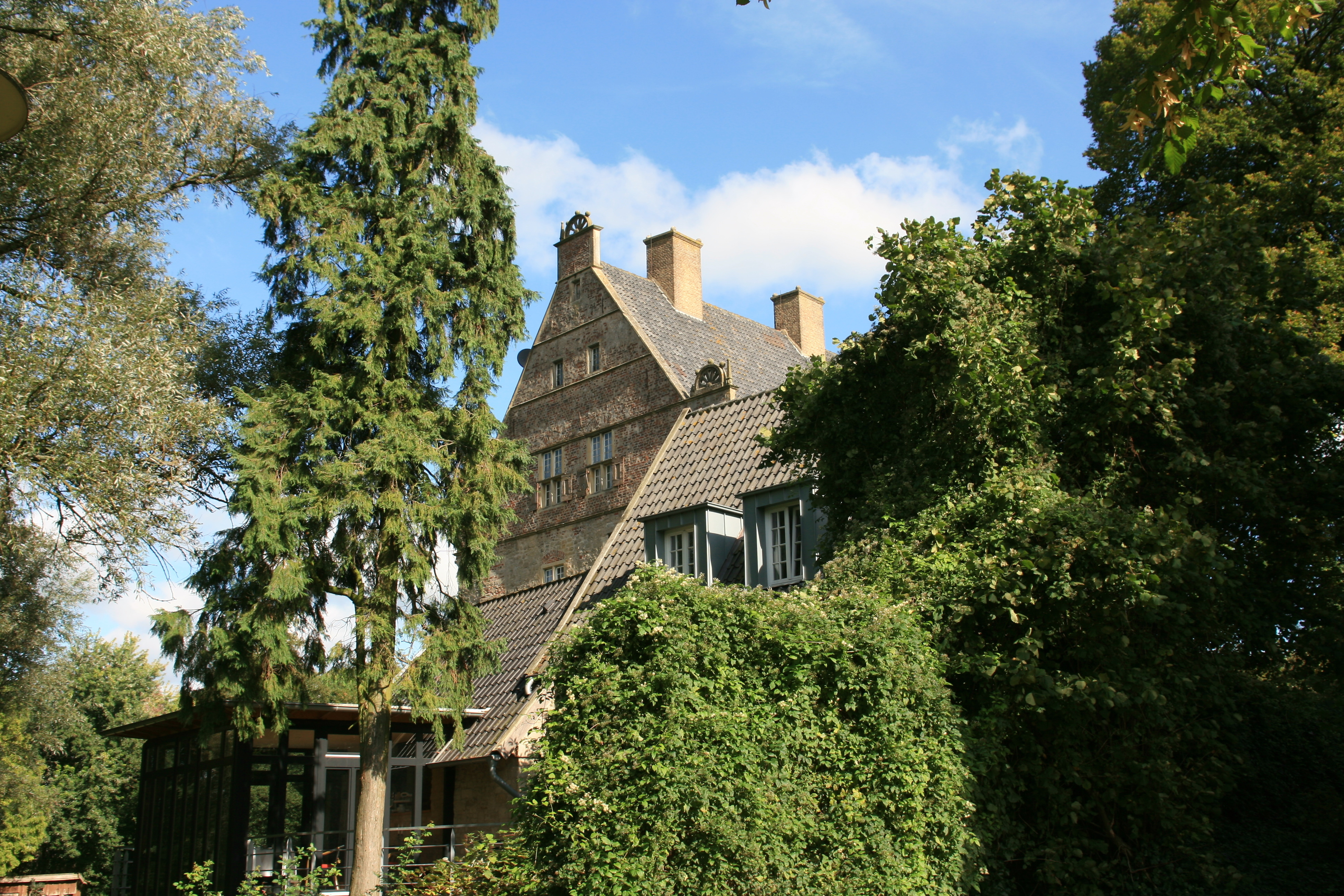
Hohes Haus van kasteel Nienborg
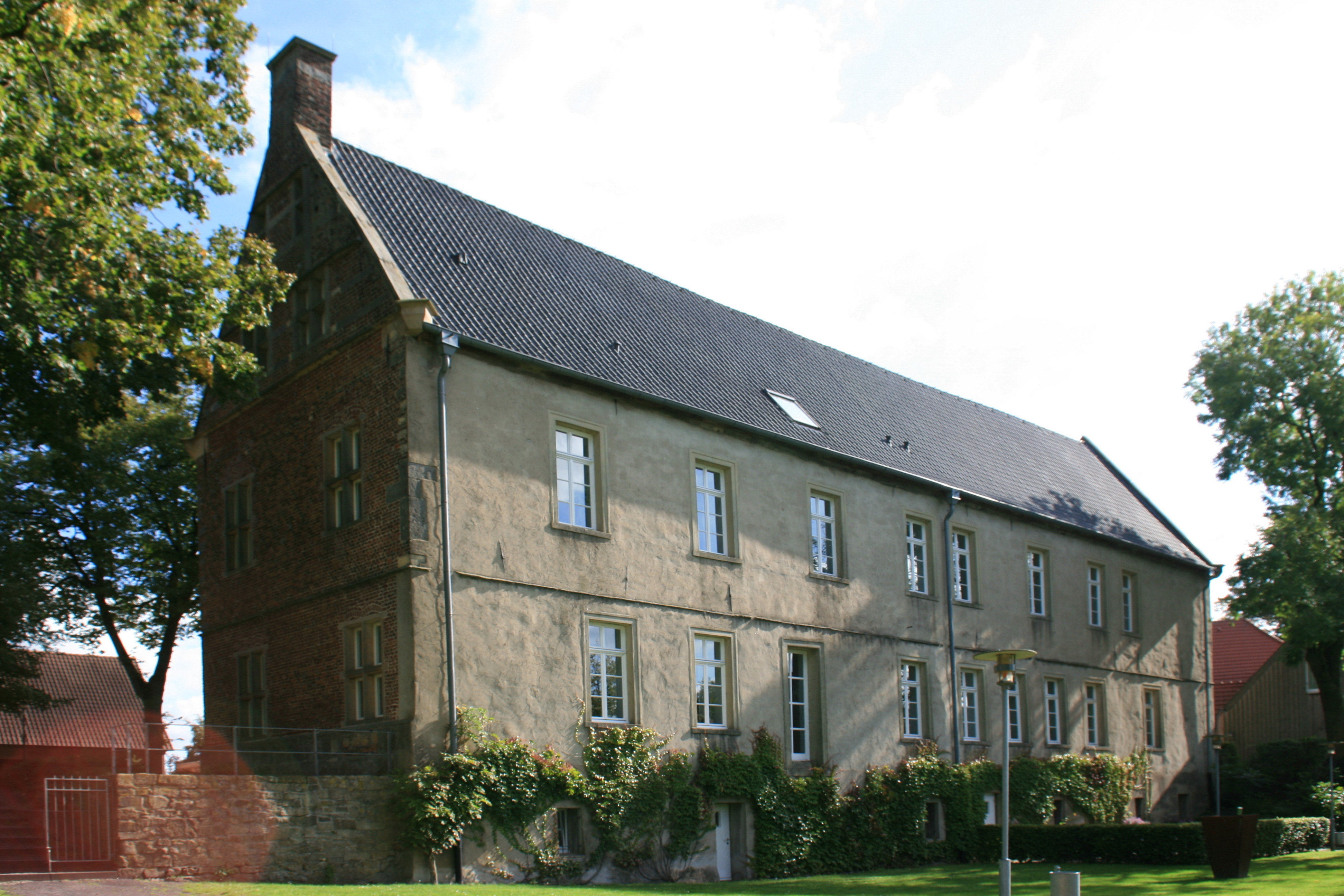
Idem, Langes Haus
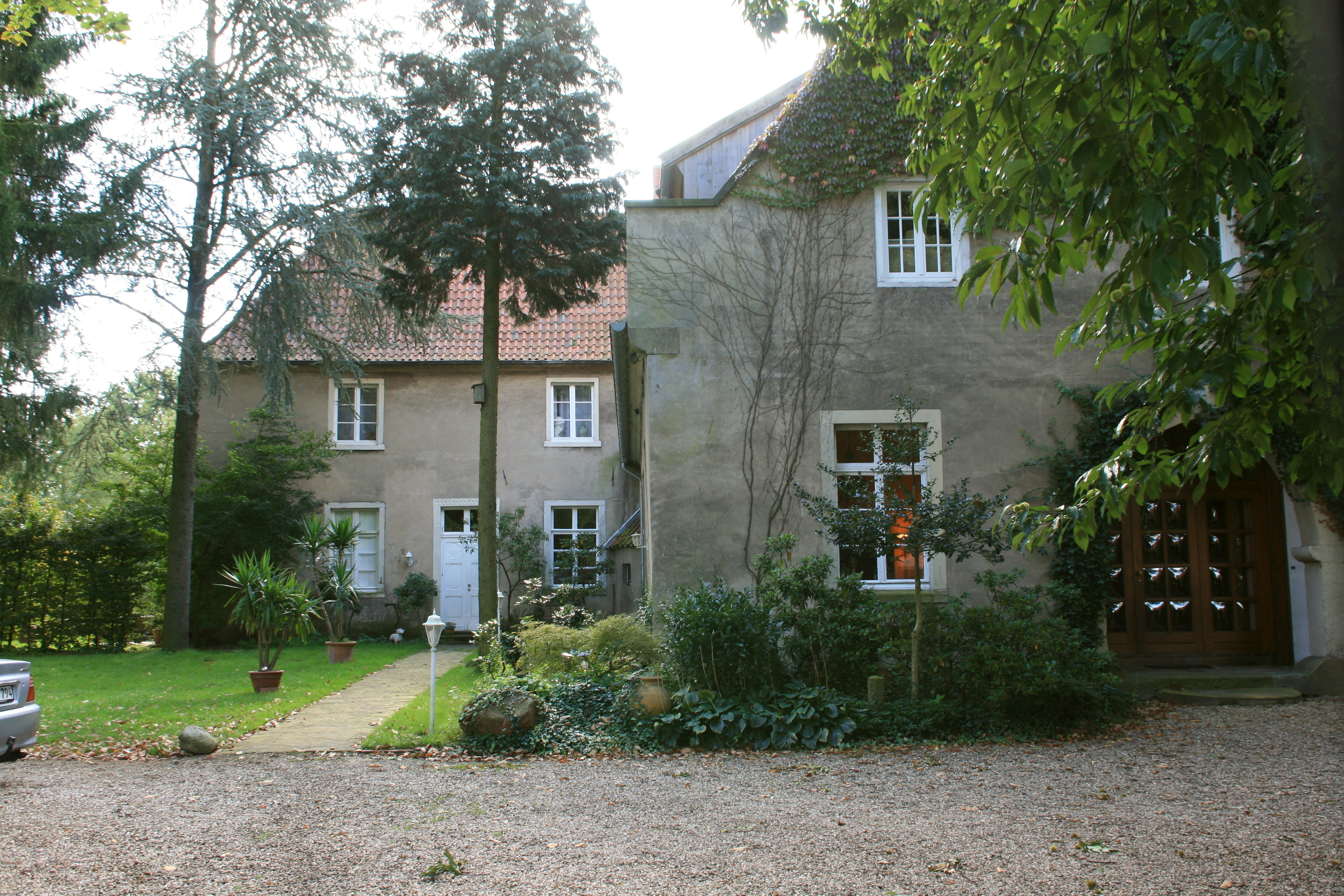
Idem, Keppelborg
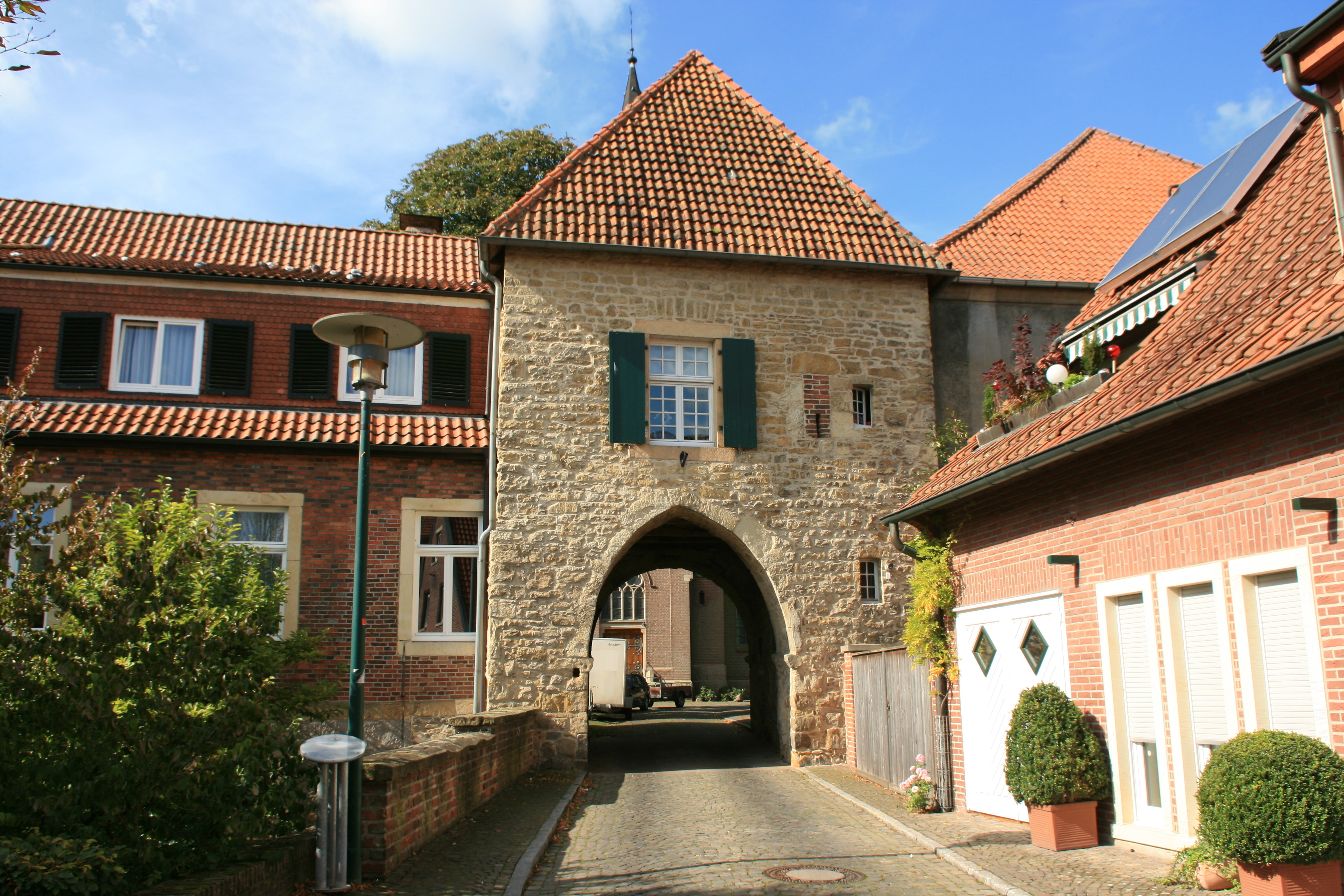
Idem, Torhaus (poorthuis)
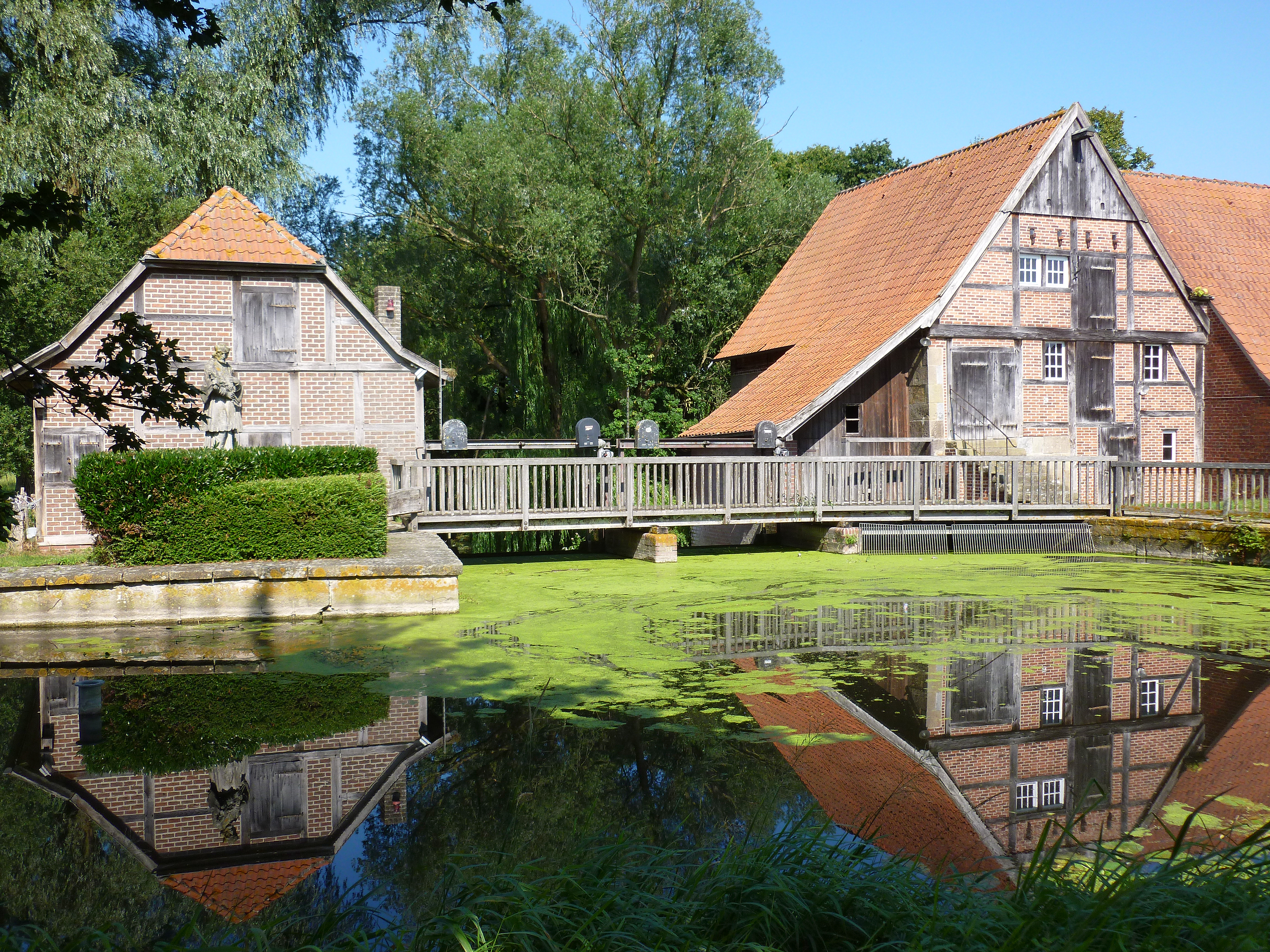
Watermolen in het dorp Nienborg
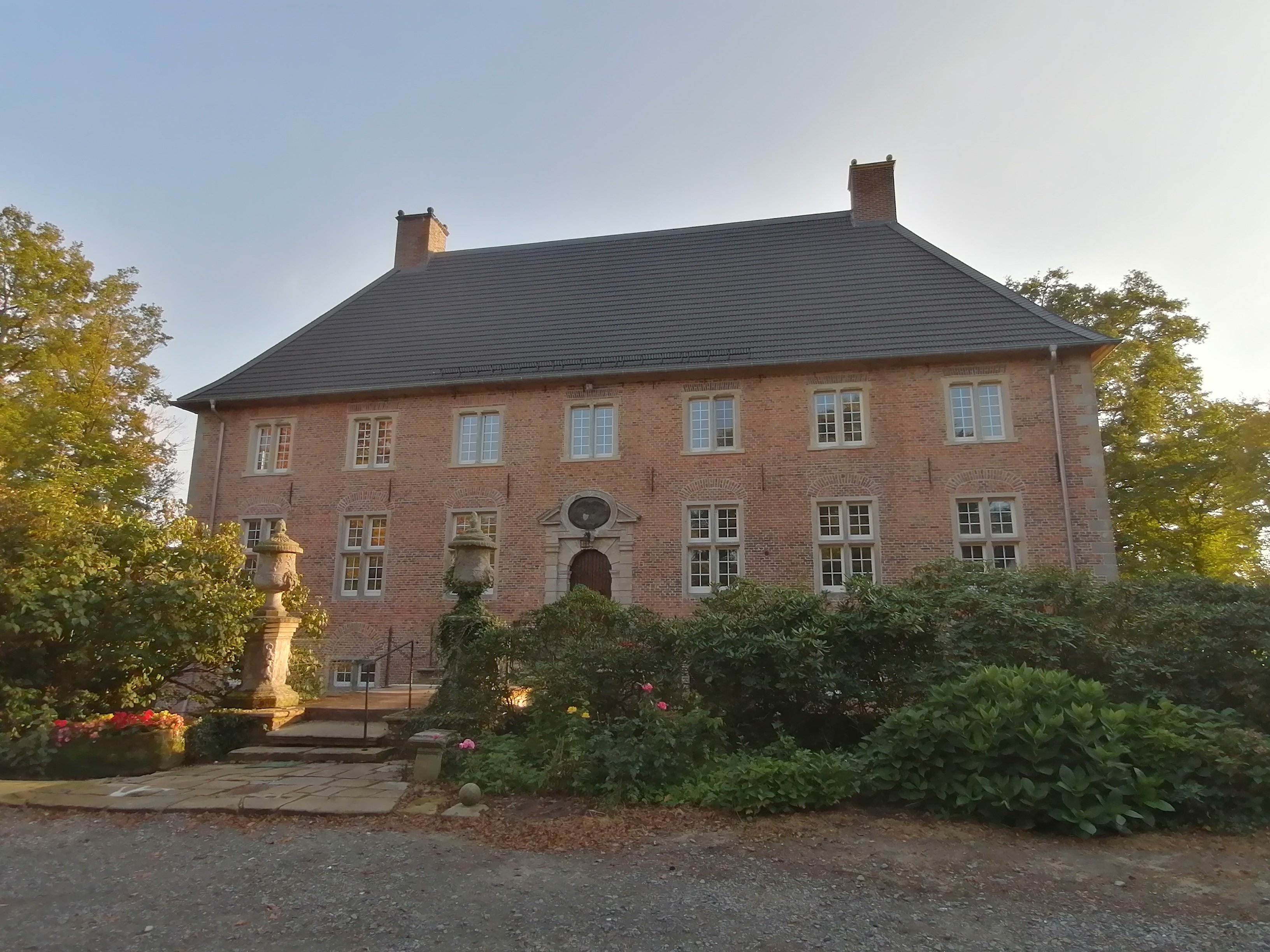
Heek, kasteel Horst of Keppelhorst

Ahaus · Bocholt · Borken ·
Gescher · Gronau · Heek · Heiden · Isselburg · Legden · Raesfeld · Reken · Rhede · Schöppingen · Stadtlohn · Südlohn · Velen · Vreden